# Prezident Finska

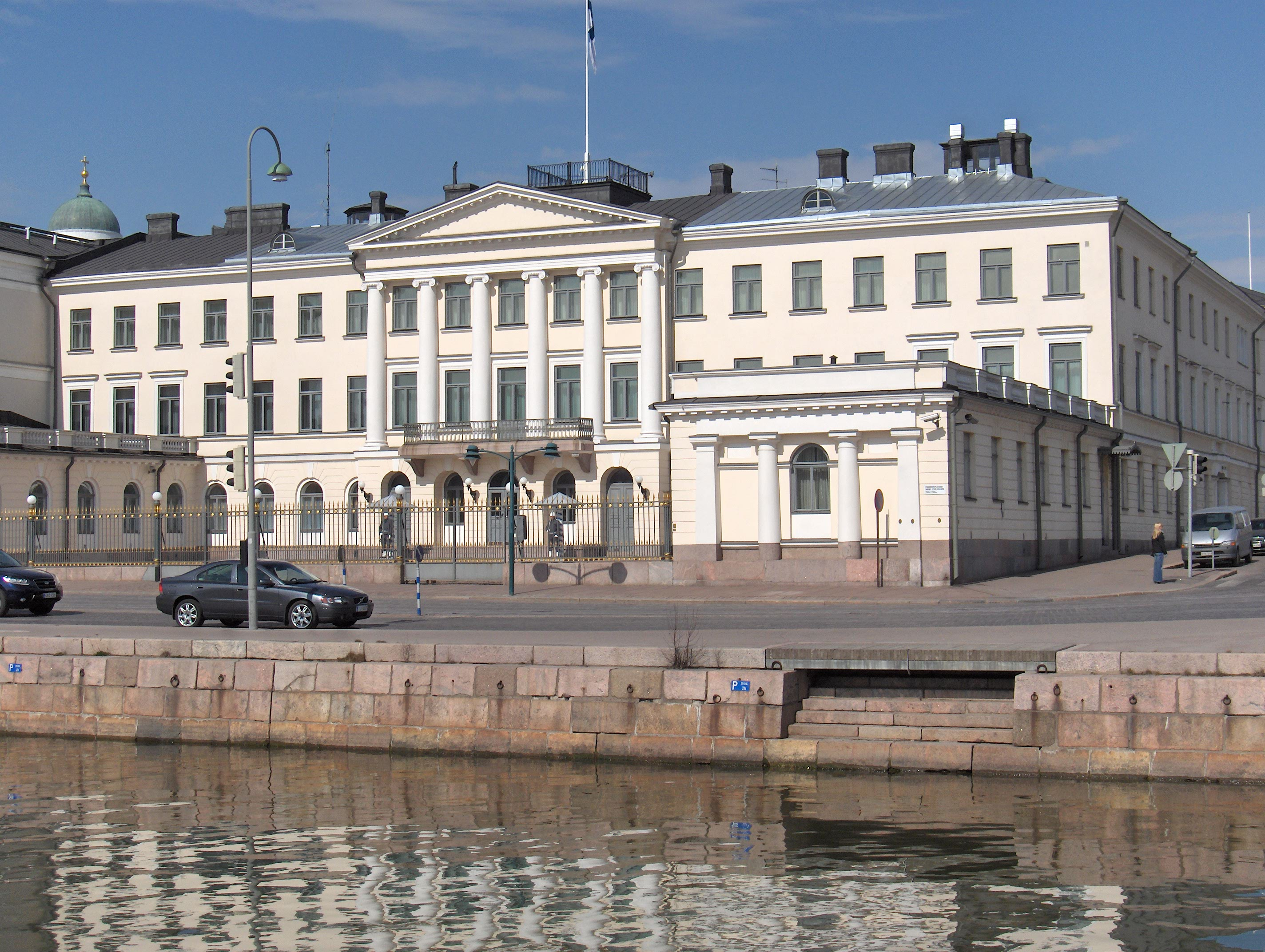
Prezidentský palác v Helsinkách

Prezident Finska (finsky Suomen tasavallan presidentti; švédsky Republiken Finlands president) je hlavou Finska od roku 1919. Do roku 1988 byl volen parlamentem, poté se přešlo na přímou dvoukolovou volbu. Kandidáta na prezidenta může navrhnout registrovaná politická strana, která v posledních volbách získala alespoň jedno křeslo v parlamentu nebo skupina 20 000 občanů, kteří mají volební právo. Prezident se funkce ujímá první den v měsíci po prezidentských volbách, kdy veřejně přednese slib ve finštině a švédštině. Prezidentský slib dle 56. článku finské ústavy zní: "Já, XY, kterého si finský lid zvolil prezidentem republiky, slibuji, že ve funkci budu upřímně a věrně dodržovat ústavu a zákony republiky a podle svých nejlepších schopností podporovat blaho finského lidu." Od roku 1991 může jedna osoba zastávat tento úřad pouze po dvě šestileté funkční období. Finská ústava stanoví, že prezidentem se může stát pouze osoba narozená ve Finsku. V současné době zastává úřad finského prezidenta Alexander Stubb.

## Seznam finských prezidentů
| Přehled finských prezidentů | Přehled finských prezidentů            | Přehled finských prezidentů | Přehled finských prezidentů             | Přehled finských prezidentů |
| Jméno (narození – úmrtí)    | Jméno (narození – úmrtí)               | Portrét                     | Strana                                  | Funkční období              |
| --------------------------- | -------------------------------------- | --------------------------- | --------------------------------------- | --------------------------- |
| 1.                          | Kaarlo Juho Ståhlberg 1869–1952        |                             | KE (liberální)                          | 1919–1925                   |
| 2.                          | Lauri Kristian Relander 1883–1942      |                             | ML (centristé)                          | 1925–1931                   |
| 3.                          | Pehr Evind Svinhufvud 1861–1944        |                             | KOK (liberálně-konzervativní)           | 1931–1937                   |
| 4.                          | Kyösti Kallio 1873–1940                |                             | ML (centristé)                          | 1937–1940                   |
| 5.                          | Risto Heikki Ryti 1889–1956            |                             | KE (liberální)                          | 1940–1944                   |
| 6.                          | Carl Gustaf Emil Mannerheim 1867–1951  |                             | nestraník                               | 1944–1946                   |
| 7.                          | Juho Kusti Paasikivi 1870–1956         |                             | KOK (liberálně-konzervativní)           | 1946–1956                   |
| 8.                          | Urho Kaleva Kekkonen 1900–1986         |                             | ML / KESK (centristé)                   | 1956–1982                   |
| 9.                          | Mauno Henrik Koivisto 1923–2017        |                             | SDP (sociální demokracie)               | 1982–1994                   |
| 10.                         | Martti Oiva Kalevi Ahtisaari 1937–2023 |                             | SDP (sociální demokracie)               | 1994–2000                   |
| 11.                         | Tarja Kaarina Halonen * 1943           |                             | SDP (sociální demokracie)               | 2000–2012                   |
| 12.                         | Sauli Niinistö * 1948                  |                             | KOK (liberálně-konzervativní)/nestraník | 2012–2024                   |
| 13.                         | Alexander Stubb * 1968                 |                             | KOK (liberálně-konzervativní)           | 2024–                       |